# Dysochrysa furcata
Espèce
Dysochrysa furcata est une espèce d'insectes de la famille des chrysopidés, ordre des névroptères. On le trouve en Afrique du Sud et au Zimbabwe.